# Horní Bečva
Horní Bečva – gmina w Czechach, w powiecie Vsetín, w kraju zlińskim. Według danych z dnia 1 stycznia 2012 liczyła 2447 mieszkańców.
Obszar gminy położony jest w granicach CHKO Beskidy, w górnej dolinie rzeki Dolnej Beczwy rozdzielającej masywy Beskidu Morawsko-Śląskiego i Gór Wsetyńskich. Przez miejscowość przebiega czeska droga krajowa nr 35.
Wieś powstała około 1675 roku.